# Michał Bergonzoni
Michał Anioł Bergonzoni (ur. 6 września 1748 w Bolonii, zm. 5 marca 1819 w Warszawie) − polski lekarz pochodzenia włoskiego, radca nadworny, sztabs-medyk wojsk koronnych i protomedyk armii Księstwa Warszawskiego.
Michał Anioł Bergonzoni pochodził z Bolonii. Tam również ukończył studia medyczne, uzyskując w 1772 roku tytuł doktora medycyny i filozofii. Przez kolejne trzy lata praktykował w Mediolanie, po czym wyjechał do Polski na zaproszenie nuncjusza papieskiego, arcybiskupa Giuseppe Garampiego. Znalazł zatrudnienie jako lekarz na dworze księcia Józefa Sanguszki. Wkrótce objął stanowisko protomedyka w Lublinie. W 1782 roku opublikował tam rozprawę Lublin podług medyki ustaw uważany, będącą pracą oceniającą stan sanitarny miasta i zdrowotny jego mieszkańców.
Prawdopodobnie w 1787 roku Bergonzoni opuścił Lublin, zostając lekarzem na dworze hetmana Seweryna Rzewuskiego. Równocześnie otrzymał tytuł radcy nadwornego króla Stanisława Augusta Poniatowskiego. Od 1790 roku mieszkał w Warszawie, pełniąc funkcję sztabs-medyka armii koronnej i pracując w Szkole Chirurgicznej. W 1791 roku został nobilitowany, otrzymując herb Bergonzoni. W 1794 roku zrezygnował ze służby wojskowej. Powrócił do niej w okresie Księstwa Warszawskiego, pełniąc do 1812 roku funkcję protomedyka. W 1812 roku przystąpił do Konfederacji Generalnej Królestwa Polskiego.
Od 1803 roku był członkiem Warszawskiego Towarzystwa Przyjaciół Nauk, od 1814 roku Warszawskiego Towarzystwa Dobroczynności, gdzie organizował akcję szczepienia ubogich przeciwko ospie. Został odznaczony Orderem Świętego Stanisława IV klasy. Był żonaty z Anną Rogozińską, z którą mieli czworo dzieci: dwóch synów i dwie córki. Zmarł 5 marca 1819 roku i został pochowany na cmentarzu Powązkowskim.